# Südbadischer Sportschützenverband
Der Südbadische Sportschützenverband e. V. ist einer der drei Landesverbände des Deutschen Schützenbundes in Baden-Württemberg mit Sitz in Offenburg. Das Verbandsgebiet erstreckt sich von Durmersheim im Norden bis zum Dreiländereck Deutschland-Schweiz-Frankreich, den Hochrhein und den Bodensee im Süden. Im Westen grenzt es an den Rhein und im Osten grenzt es auf den Höhen des Schwarzwaldes an den Württembergischen Schützenverband.

## Vereine und Organisation
Dem Südbadischen Sportschützenverband gehören ca. 300 Vereine mit insgesamt ca. 35.000 Mitgliedern an. Er ist in folgende neun Kreise aufgeteilt:
- Kreis 1 Mittelbaden
- Kreis 3 Hochschwarzwald Baar
- Kreis 4 Ortenau
- Kreis 5 Geroldseck
- Kreis 6 Emmendingen
- Kreis 7 Breisgau
- Kreis 8 Markgräfler Sportschützenkreis[2]
- Kreis 9 Waldshut
- Kreis 10 Bodensee-Hegau[3]

Der Verband wird vom Landesvorstand geführt. Die Geschäftsstelle in Offenburg wird von einem hauptamtlichen Geschäftsführer geleitet. Für sportliche Angelegenheiten gibt es mit der Landessportkommission ein übergeordnetes Gremium, die sich aus den Kreis- und Landessportleitern sowie u. a. zahlreichen Referenten für die unterschiedlichen Disziplinen zusammensetzt. Ein weiteres Gremium stellt der Landesausschuss als Kontrollorgan für übergeordnete Themen wie z. B. Satzungsänderungen, Verbandsausschlüsse und Verbandsaufnahmen dar. Er besteht aus dem Landesvorstand, den Kreisschützenmeistern sowie dem Altersreferent, Pressereferent und Schießstandsachverständigen.

## Sport
Der Südbadische Sportschützenverband richtet die Meisterschaften in den Disziplinen Pistole, Gewehr, Armbrust, Bogen, laufende Scheibe, Wurfscheibe, Vorderlader, Sommerbiathlon und Auflageschießen gemäß der Sportordnung des Deutschen Schützenbundes aus. Des Weiteren werden jährlich Wettkämpfe wie das Landesaltersschiessen, der SBSV-Trappokal, das Förderpreisschiessen, der Schwarzwald-Cup sowie Ranglistenturniere in Kugel- und Bogendisziplinen ausgetragen.

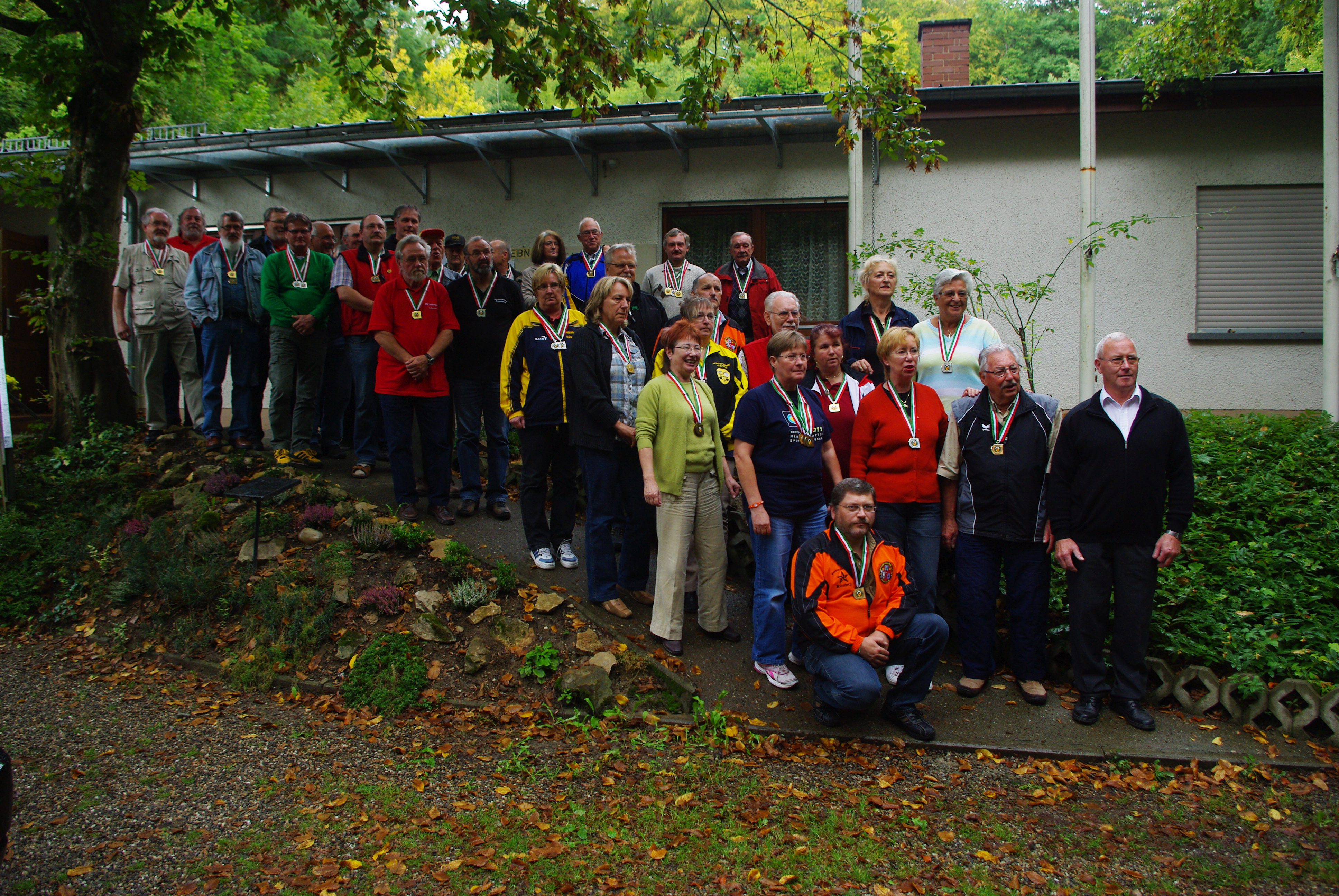
Landesaltersschießen 2011

Außerdem werden die Südbadenliga sowie die Verbandsliga Gewehr, Pistole und Bogen ausgerichtet sowie diverse Rundenwettkämpfe in den Disziplinen Vorderlader, Auflage, KK 3 × 20 und Sportpistole. Für die Frauen wird ein spezieller Damenfernwettkampf ausgetragen.
Als Verband nimmt der SBSV jährlich an der Jugendverbandsrunde, dem Shooty-Cup, dem Ladies-Cup, LG 3-Stellungs Cup, Mastercup, Pistolenteamcup und dem Deutschland-Cup teil.
Es werden verschiedene Länderkämpfe wie der Mehrländerkampf Südtirol, Elsass, Beider Basel, Vorarlberg und Südbaden sowie der Damenmehrländerkampf Baden, Bayern, Württemberg, Saarland und Südbaden durchgeführt.

## Geschichte
Der Südbadische Sportschützenverband wurde am 27. Januar 1952 in Donaueschingen gegründet. Bereits seit den 1950er Jahren wurden freundschaftliche Kontakte zu den benachbarten Verbänden gepflegt. Einige der damals entstandenen Wettkämpfe bestehen bis heute. So finden jährlich Vergleichskämpfe gegen das Elsass, Vorarlberg, Südtirol und die Nordschweiz statt. Im Zweijahresrhythmus fanden die Länderkämpfe und Jugendmaßnahmen mit Dauphine/Savoie in Valence statt. Der Mehrländerkampf Südbaden, Beider Basel, Elsass, Vorarlberg und Südtirol stammt aus dieser Zeit. Die Landesschützentage finden seit dem ersten Landesschützentag 1953 in Konstanz traditionell jeweils im Mai statt. Am 20. April 1958 wurde der SBSV Mitglied im Badischen Sportbund.
In den 1960er Jahren wurde zur Förderung des Breiten- und Spitzensportes in Emmendingen das erste SBSV-Trainingszentrum eingerichtet. 1966 richtete der SBSV den Deutschen Schützentag in Baden-Baden aus. 1963 wurde in Freiburg unter der Schirmherrschaft von Landesschützenmeister Wolfgang Neuß ein südbadisches Landesschießen durchgeführt. Die Festscheibe gewann Karl Wenk im Großkaliber 100m-Schießen. Das Plattl-Schießen auf 10 m gewann Volker Schumacher aus Sexau mit einem 16-Teiler.
Zu Beginn der 1970er Jahre wurde auch das Bogenschießen in Südbaden aufgenommen sowie mit Eva-Maria Bolloff die erste Landesdamenleiterin eingesetzt. Bei den Olympischen Spielen 1972 wurden 23 Südbadener als Mitarbeiter eingesetzt. Mitte der 1970er wurde das gemeinsame Landesleistungszentrum der Verbände Baden, Südbaden und Württemberg in Pforzheim eingerichtet. 1976 wurde 25. Deutsche Schützentag bereits zum zweiten Mal in Baden-Baden ausgerichtet. Der Südbadische Sportschützenverband erhielt den „Georg von Opel-Preis“. Ebenfalls 1976 wurde in Nenzingen erstmals eine Landesmeisterschaft im Vorderladerschießen durchgeführt.
1983 fand die Deutsche Meisterschaft FITA im Freien in Denzlingen statt. Im Folgejahr fand die DM Fita in Appenweier statt.
1988 wurde in Kippenheim die erste Meisterschaft im Sommerbiathlon ausgetragen. Ebenfalls 1988 wurde zum zweiten Mal in Appenweier die DM Fita ausgerichtet.
1998 wurde in Freiburg der Deutsche Schützentag ausgerichtet.
Erstmals konnte 2000 in Schönwald eine Landesmeisterschaft im Sommerbiathlon ausgetragen werden. In Konstanz feierte der Verband 2002 sein 50-jähriges Bestehen. Im gleichen Jahr wurde in Wyhl die DM Fita ausgetragen.
2011 richtete der SBSV zum ersten Mal den Deutschland-Cup Vorderlader in Hüfingen aus sowie im Jahr 2015 in Hüfingen und Bräunlingen. Am 25. Oktober 2013 stirbt der Ehrenlandesschützenmeister Walter Ermisch.
Beim Landesschützentag in Oberkirch 2014 wurde eine Strukturreform mit der Abschaffung der Bezirke beschlossen.

## Besondere sportliche Erfolge

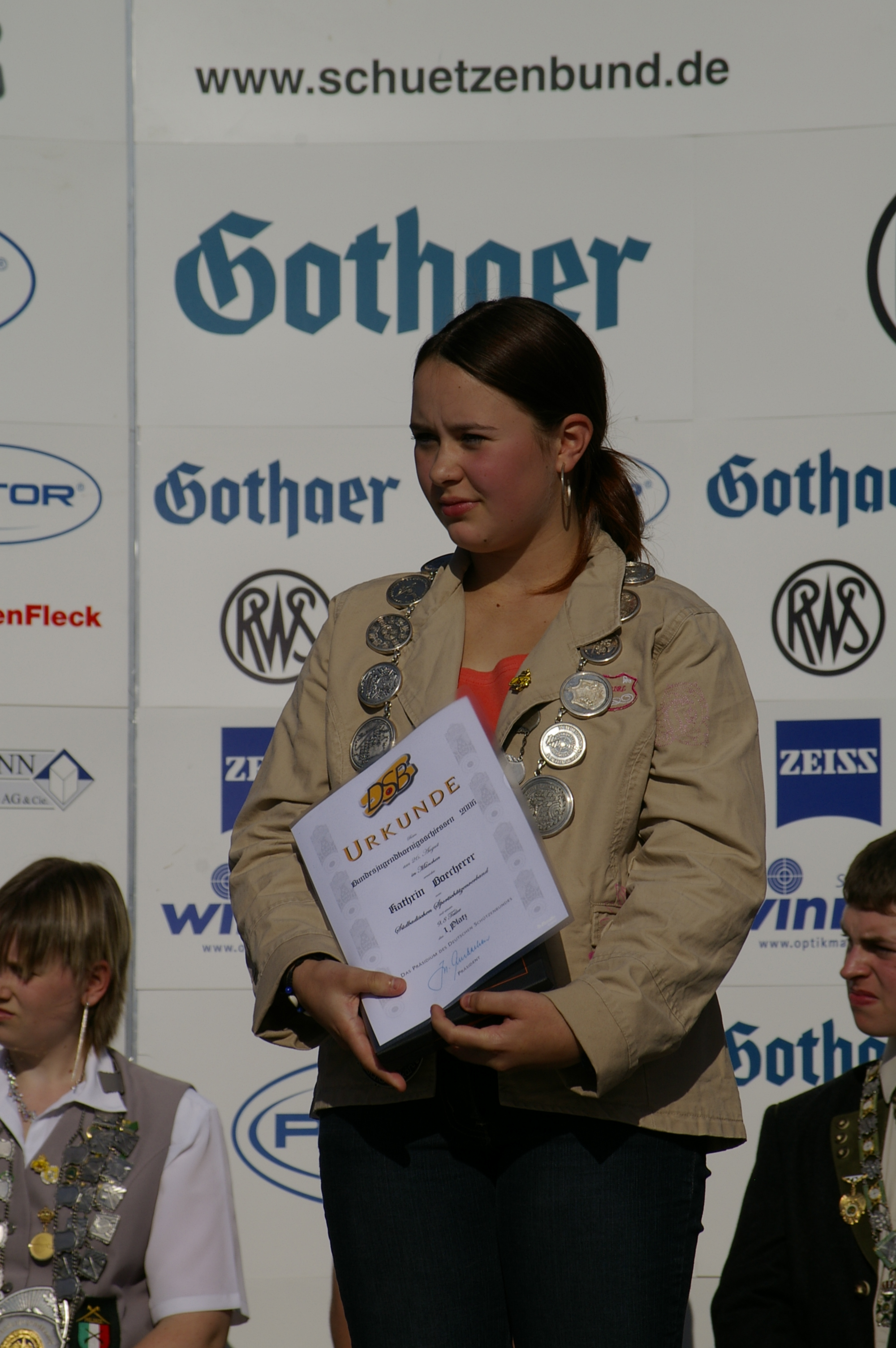
Kathrin Böcherer, Bundesjugendschützenkönigin 2006

1955 wurde Fritz Zimmermann von der SG Rheinfelden erster Bundesschützenkönig. Karl Wenk wurde im Oktober 1962 Weltmeister im KK-Liegendkampf bei der Weltmeisterschaft in Kairo. 1963 wurde er als erster Südbadener Träger des Silbernen Lorbeerblatts. Außerdem nahm er an den Olympischen Spielen in Tokio 1964 mit dem Kleinkalibergewehr teil und erreichte den siebten Platz. Vier Jahre später traten Karl Wenk und Erich Gehmann bei den Olympischen Spielen in Mexiko-Stadt an.
1980 wurde Wolfgang Bähr vom Schützenverein Oberkirch Junioreneuropameister mit dem Luftgewehr. 1981 wurde Hans Sattel von der SG Offenburg Bundesschützenkönig. Doris Haas (Bogen), Harry Wittig (Bogen), Traudel Weißenberg (Sportpistole) und Alfred Radtke (Olympische Schnellfeuerpistole) nahmen 1984 an den Olympischen Spielen in Los Angeles teil. Bogenschützin Doris Haas trat bei den Olympischen Spielen in Seoul 1988 an.
1991 stieg der SV Freiburg-St. Georgen in die Bundesliga Luftgewehr auf. 1994 wurde Tanja Schmitt Europameisterin KK 3 × 20. Veronika Michalski vom ASG St. Blasien wurde erste Deutsche Meisterin in der neuen Disziplin Compoundbogen. Norbert Kappeler wurde 1995 mit der Mannschaft Polizeieuropameister im KK-Liegendkampf, St. Georgen stieg in die Bundesliga auf. Daniel Leonhard nahm an den Olympischen Spielen in Atlanta 1996 teil.
Daniel Leonhard nahm an den Olympischen Spielen in Sydney 2000 teil. Der ESV Weil am Rhein qualifizierte sich als Bundesligaaufsteiger für das Ligafinale. Christian Lusch errang die Silbermedaille im KK-Liegendkampf bei den Olympischen Spielen in Athen 2004, an welchen noch weitere Verbandsmitglieder teilnahmen. Beim Weltcupfinale in Bangkok stellte Christian Lusch im KK-Liegendkampf den Weltrekord mit 600 Ringen ein und sicherte sich somit den Sieg beim Weltcupfinale. Kathrin Böcherer wurde 2006 Bundesjugendschützenkönig in München. Der ESV Weil am Rhein wurde 2007 Deutscher Meister Luftpistole im Bundesligafinale in Paderborn. Claudia Verdicchio (Luftpistole) nahm an den Olympischen Spielen 2008 in Peking teil.
Patricia Suhm startete im Juli 2009 bei der Juniorenweltmeisterschaft in Ogden/USA im Bogenschießen. Im Juni 2010 starteten Justus Gonser und Philipp Rastetter bei der Bogen-Europameisterschaft in Winnenden mit dem Compoundbogen. Nathalie Zier wurde 2012 Bundesjugendschützenkönigin in Hannover. Claudia Verdicchio-Krause (Luftpistole/Sportpistole) ging bei den Olympischen Spielen in London 2012 an den Start. Eva Rösken (SV Münstertal) nahm im Jahr 2016 an den Olympischen Spielen in Rio de Janeiro im KK 3 × 20 teil und belegte Platz 14.
Beim Wettbewerb Kontev des Kultusministeriums Baden-Württemberg gewann der Grimmelshausen Bogenclub Renchen 2017 den 1. Platz. Im gleichen Jahr fand im hessischen Landesleistungszentrum in Frankfurt-Schwanheim das Bundeskönigsschießen statt. Susanne Schladebach (KKSV Heitersheim) wurde auf dem Frankfurter Römerberg zur neuen Bundesschützenkönigin proklamiert. Michael Schwald wird im März 2023 mit der deutschen Luftpistolenmannschaft Vizeeuropameister in Tallinn.

## Bundesligavereine

### Luftgewehr
1. Bundesliga Süd
- SSVg Brigachtal
- KKSV Heitersheim

2. Bundesliga Südwest
- SSVg Brigachtal

### Luftpistole
1. Bundesliga Süd
- ESV Weil am Rhein

2. Bundesliga Südwest
- SSV St. Peter
- SP March
- ESV Weil am Rhein II[23]

### Bogen
1. Bundesliga Süd
- SG Freiburg
- BC Villingen-Schwenningen

Regionalliga Südwest
- BSG Riegel
- SV Litzelstetten

### Ehemalige Bundesligavereine
- SV Albruck-Kiesenbach (Pistole)
- SV Schartenberg Eisental (Gewehr)
- SSV Karsau (Gewehr)
- SGi Lauf (Gewehr)
- SP March (Pistole)
- SV Oberkirch (Pistole)
- SV Oberschopfheim (Gewehr)
- SV Schwenningen (Pistole)

## Ehrenmitglieder
Der Südbadische Sportschützenverband hat folgende Ehrenmitglieder:
Oskar Albrecht, Peter Bleich, Klaus Bolloff, Max Hirt, Eberhard Jehle, Walter Kaiser, Walter Kornmeier, Waltraud Röthele, Jürgen Winterhalter, Horst Wünsch.
Folgende Ehrenmitglieder sind bereits verstorben: Peter Bleich, Franz Burda, Willi Disch, Werner Ekert, Walter Ermisch, Heinrich Kirsch, Hans Posovszki, Reginal Scheidt, Dieter Schlosser, Otmar Vetter.